# Comuna Rozkvit, Berezivka
Rozkvit (în ucraineană Розквіт) este o comună în raionul Berezivka, regiunea Odesa, Ucraina, formată din satele Anatolivka, Antonivka, Vesele, Vîșneve, Danîlivka, Krasne, Krînîcikî, Neikove, Onorivka, Rivne, Rozkvit, Stavkove, Ciudske și Șutove.

## Demografie
Componența lingvistică a comunei Rozkvit
     Ucraineană (83,5%)
     Rusă (12,83%)
     Română (2,25%)
     Alte limbi (0,72%)
Conform recensământului din 2001, majoritatea populației comunei Rozkvit era vorbitoare de ucraineană (83,5%), existând în minoritate și vorbitori de rusă (12,83%) și română (2,25%).